# Deutscher Weinkulturpreis
Der Deutsche Weinkulturpreis wurde 1954 auf Anregung zahlreicher Schriftsteller und Künstler zur Anerkennung von Verdiensten im Bereich der Weinkultur gestiftet. Die Idee wurde seinerzeit von den weinbautreibenden Bundesländern unterstützt; federführend war dabei der für den Weinbau in Rheinland-Pfalz verantwortliche Weinbauminister Oskar Stübinger. Im Stiftungsbeschluss wurde festgelegt, dass der Deutsche Weinkulturpreis verliehen werden soll für
- die beispielhafte und unmittelbare Gestaltung von Kunstwerken aller Art, die geeignet sind, den deutschen Wein als Kulturgut und Quelle der Freude und Gesundheit zu preisen, oder für
- die schlichte und überzeugende Präsentation und Interpretation weinkultureller Kunstwerke an einen möglichst breiten Kreis Interessierter.

Mit dem Stiftungsbeschluss wurde 1954 ein Komitee gebildet, das der Geschäftsführung und dem Aufsichtsrat des Deutschen Weininstituts Vorschläge für potenzielle Preisträger unterbreitet.

## Liste der Preisträger
Die Liste ist noch unvollständig
- 1954: Der Film Moselfahrt aus Liebeskummer (Gesamtkomposition); Preisträger wurde postum der Schriftsteller Rudolf G. Binding
- 1955: Carl Zuckmayer (Dichter/Dramatiker)
- 1957: Richard Rother (Maler/Bildhauer)
- 1960: Rudi vom Endt (Schriftsteller)
- 1961: Karl Christoffel (Schriftsteller)
- 1964: Paul Henckels (Schauspieler)
- 1965: Herrmann Mostar (Schriftsteller)
- 1966: Karl Graf (Maler)
- 1967: Westdeutscher Rundfunk (Präsentation)
- 1968: Leopold Reitz (Schriftsteller)
- 1969: Willy Reichert (Schauspieler)
- 1970: Robert Stolz (Musiker)
- 1971: Karl Holzamer (Intendant)
- 1972: Mainfränkisches Museum, Würzburg (Initiative/Gesamtpräsentation) und dem Weinmuseum im Historischen Museum der Pfalz in Speyer (Gesamteindruck)
- 1973: Franz Mai (Intendant)
- 1974: Anneliese Rothenberger (Kammersängerin)
- 1975: Willy Schneider (Sänger)
- 1976: Hans-Jörg Koch (Schriftsteller/Kommentator)
- 1977: Werner Höfer (Journalist)
- 1978: Walter Henkels (Journalist/Schriftsteller)
- 1979: Bremer Ratskeller – Freie Hansestadt Bremen
- 1980: Walter Scheel (Bundespräsident)
- 1981: Hermann Jung (Schriftsteller)
- 1982: Josef Staab (Weinhistoriker/Schriftsteller)
- 1984: Theo Becker (Biologe/Önologe)
- 1985: Manfred Rommel (Oberbürgermeister Stuttgarts)
- 1988: Helmut Kohl (Bundeskanzler)
- 1991: Günter Strack (Schauspieler)
- 1992: Porzellanmanufaktur Meißen (Präsentation)
- 1997: Gernot Rumpf (Bildhauer)
- 1999: Mario Adorf (Schauspieler)
- 2002: Alfred Biolek (Fernseh-Entertainer)